# Dendrophthora marmeladensis
Dendrophthora marmeladensis är en sandelträdsväxtart som beskrevs av Ignatz Urban. Dendrophthora marmeladensis ingår i släktet Dendrophthora och familjen sandelträdsväxter. Inga underarter finns listade i Catalogue of Life.